# إريك فانينج
إريك فانينج هو سياسي أمريكي، ولد في 2 يوليو 1968 في كالامازو في الولايات المتحدة. نشط حزبياً في الحزب الديمقراطي. وقد انتخب وزير الجيش الأمريكي ‏ (17 مايو 2016 – 20 يناير 2017) وانتخب وزير الجيش الأمريكي ‏ (3 نوفمبر 2015 – 11 يناير 2016).